# Diócesis de Vittorio Veneto
La diócesis de Vittorio Veneto (en latín: Dioecesis Victoriensis Venetorum y en italiano: Diocesi di Vittorio Veneto) es una circunscripción eclesiástica de la Iglesia católica en Italia. Se trata de una diócesis latina, sufragánea del patriarcado de Venecia. Desde el 24 de febrero de 2025 su obispo electo es Riccardo Battocchio.

## Territorio y organización

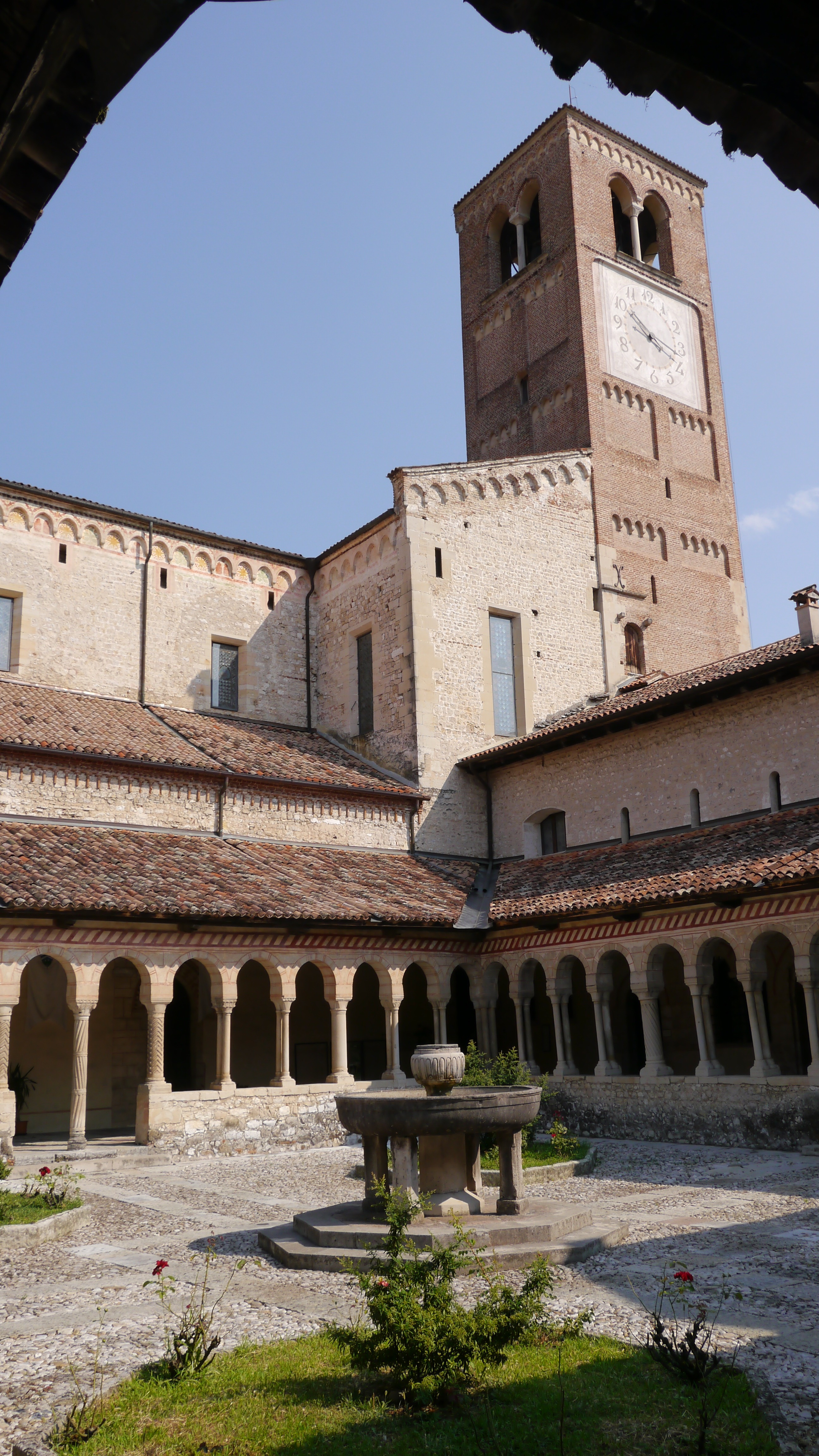
Basílica abadía de Santa María, en Follina

La diócesis tiene 1420 km² y extiende su jurisdicción sobre los fieles católicos de rito latino residentes en:
- la provincia de Belluno de la región de Véneto, comprendiendo la comuna de Borgo Valbelluna y una pequeña parte de la de Setteville (creada en 2014 por fusión de las comunas de Alano di Piave y Quero Vas);
- la ciudad metropolitana de Venecia de la región de Véneto, comprendiendo las comunas de: Ceggia, Torre di Mosto, una pequeña parte de la de Caorle y parte de la de San Donà di Piave;
- la provincia de Treviso de la región de Véneto, comprendiendo las comunas de: Fregona, Sarmede, Cappella Maggiore, Vittorio Veneto, Cordignano, Colle Umberto, Revine Lago, Tarzo, Cison di Valmarino, Follina, Refrontolo, Miane, Orsago, San Fior, Godega di Sant'Urbano, San Pietro di Feletto, Pieve di Soligo, Farra di Soligo, Conegliano, San Vendemiano, Codogné, Gaiarine, Sernaglia della Battaglia, Moriago della Battaglia, Vidor, Susegana, Santa Lucia di Piave, Mareno di Piave, Portobuffolé, Vazzola, Fontanelle, Mansuè, San Polo di Piave, Ormelle (en parte), Oderzo, Gorgo al Monticano, Motta di Livenza, Ponte di Piave (una pequeña parte), Chiarano, Cessalto y Salgareda (en parte);
- el ente de descentralización regional de Pordenone de la región de Friul-Venecia Julia, comprendiendo la comuna de Caneva, parte de las comunas de Sacile, Brugnera y Prata di Pordenone.

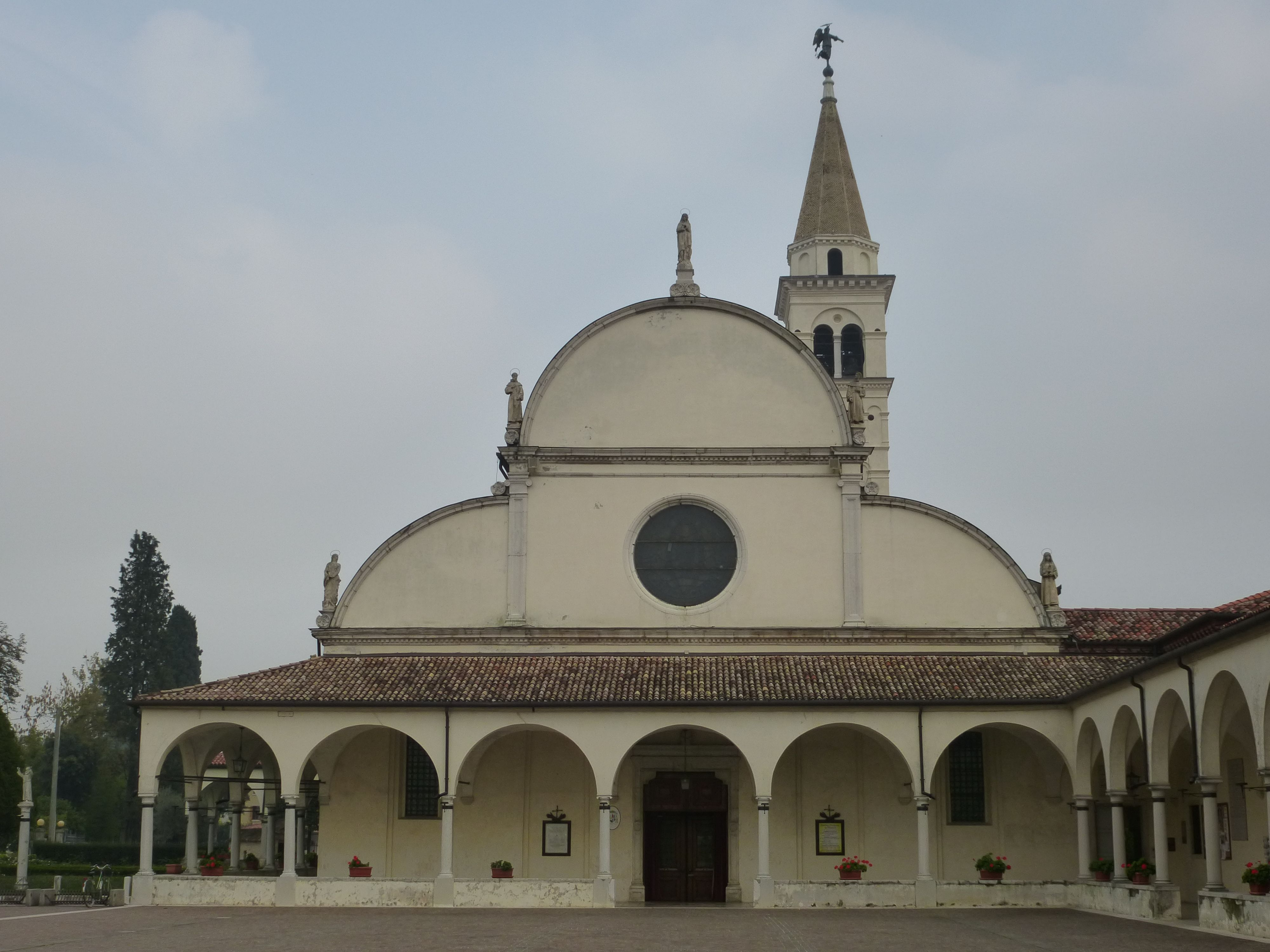
Basílica santuario de Nuestra Señora de los Milagros, en Motta di Livenza

La sede de la diócesis se encuentra en la ciudad de Vittorio Veneto, en donde se halla la Catedral de los Santos María Asunta y Tiziano Obispo. En Follina se encuentra la basílica abadía de Santa María, y en Motta di Livenza la basílica santuario de Nuestra Señora de los Milagros.

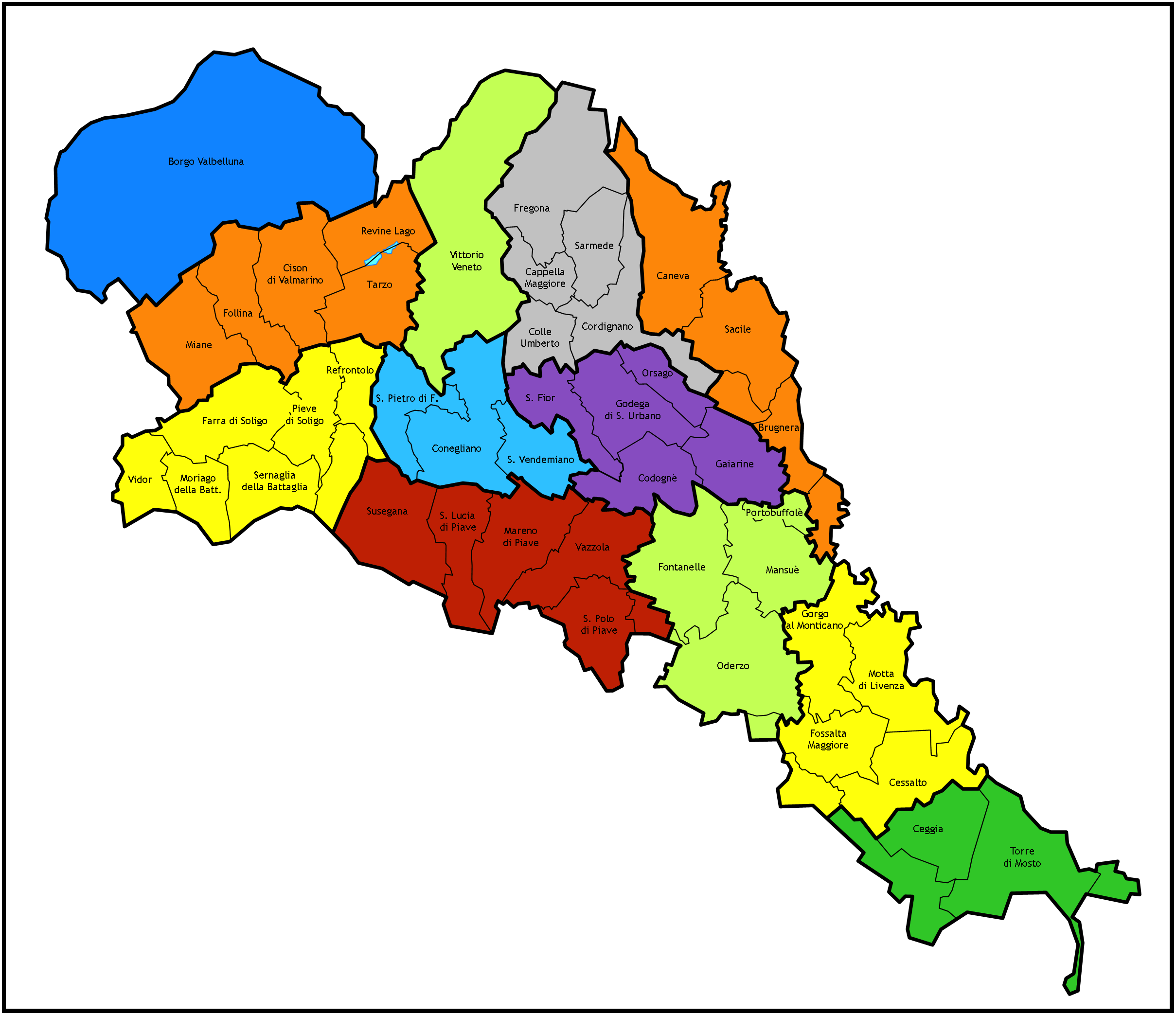
Mapa de las foranías

En 2022 en la diócesis existían 162 parroquias agrupadas en 12 foranías: Conegliano, La Colonna, La Vallata, Mottense, Opitergina, Pedemontana, Pontebbana, Quartier del Piave, Sacilese, Torre di Mosto, Vittorio Veneto y Zumellese.

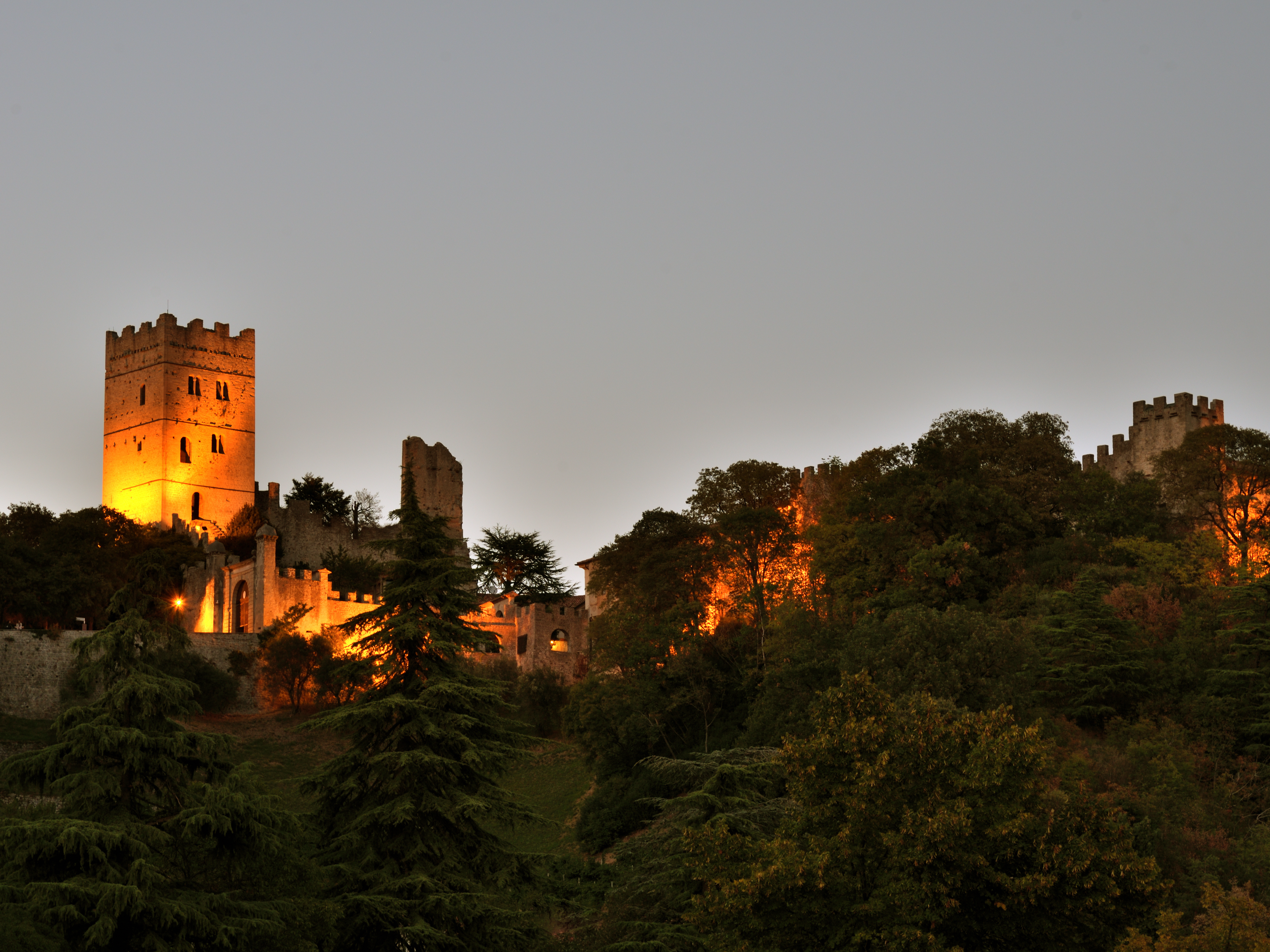
Castillo de San Martino, residencia del obispo de Vittorio Veneto

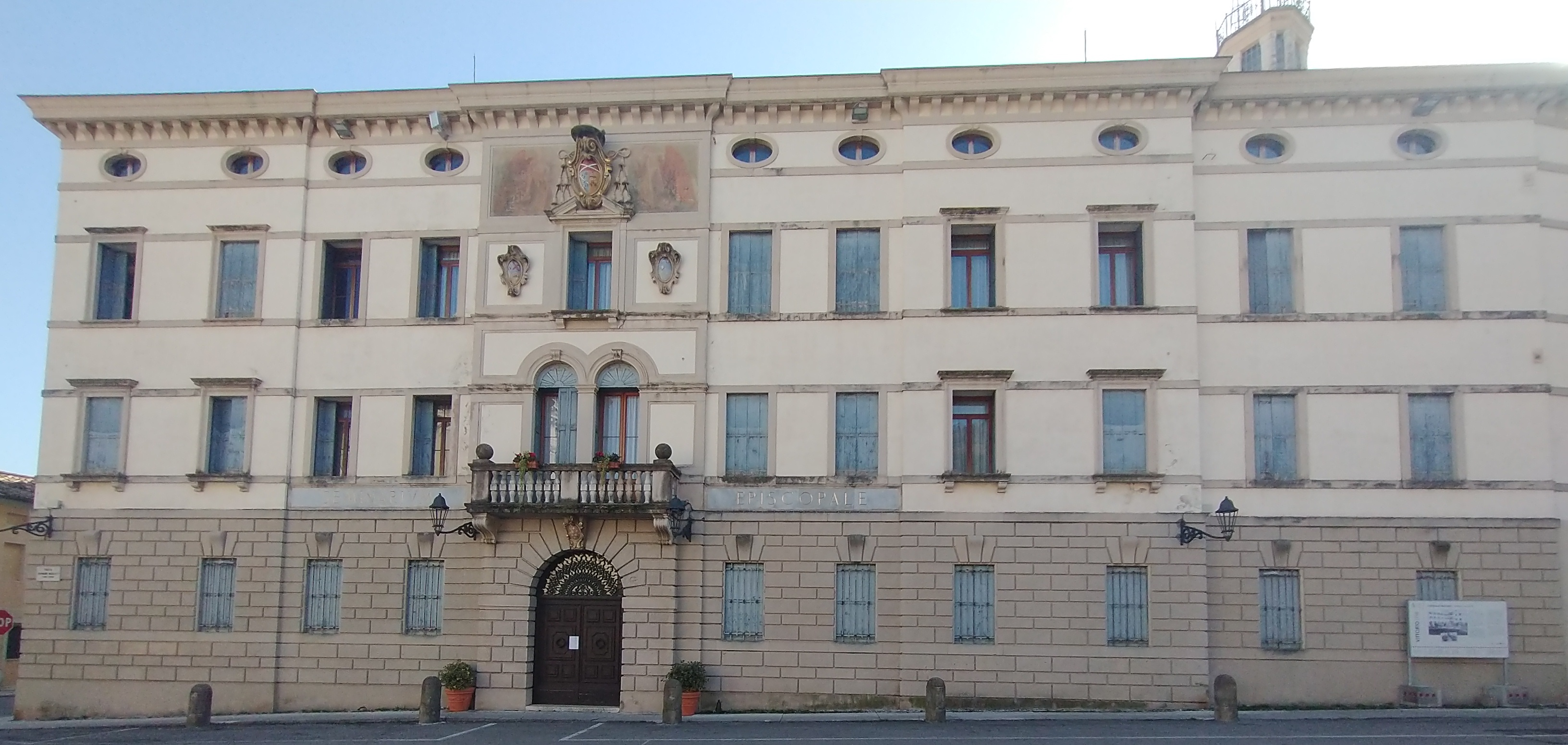
Seminario episcopal de Vittorio Veneto, sede del museo diocesano Albino Luciani

## Historia
La diócesis se extiende sobre la mayor parte del antiguo territorio de Opitergium, actual Oderzo. Importante municipium romano, con la llegada del cristianismo se convirtió en sede de un obispo. De los cinco obispos conocidos de la diócesis de Oderzo, tres son venerados como santos: Tiziano, Magno y Florian. El primero es el actual patrono de la diócesis y se celebra el 16 de enero.
Entre los siglos V y VII, con las invasiones bárbaras, Oderzo fue saqueada y destruida varias veces. La última destrucción grave fue la llevada a cabo en el año 636 por el rey lombardo Rotario. El obispo Magno huyó entonces con el clero y los fieles, trasladando la sede episcopal a Heraclea, el centro de la laguna de Venecia bajo influencia bizantina. Oderzo fue finalmente destruida y arrasada por Grimoaldo I en 669.
Con la llegada de los lombardos, la ciudad de Ceneda adquirió cada vez mayor importancia y se convirtió en la capital del ducado lombardo del mismo nombre. El territorio de la antigua diócesis de Oderzo estaba dividido entre Eraclea, Treviso y la nueva diócesis de Ceneda, erigida por los lombardos hacia finales del siglo VII o principios del VIII. Inicialmente la sede, como sufragánea del patriarcado de Aquilea, se adhirió al Cisma Tricapitolino.
El origen de la cronología de Ceneda es incierto y los autores no son unánimes al respecto. El primer obispo, Ursino, que habría participado en un sínodo romano en 680, es excluido de la cronología por Arnosti, quien sostiene que al ser tricapitolina, el obispo de Ceneda no pudo haber estado presente en Roma, donde es seguro que solo obispos católicos estaban presentes. Los obispos Valentiniano y Massimo son mencionados en un praeceptum de Liutprando de 743, que sin embargo parece ser claramente espurio o al menos dudoso. El obispo Dolcissimo es mencionado en un diploma de Carlomagno de 794, un texto que sin embargo ha sufrido muchas interpolaciones y manipulaciones a lo largo del tiempo. Según Lanzoni, el primer obispo cierto de Ceneda fue Emmo (o Emmone), que participó en el Concilio de Mantua en 827.
En la segunda mitad del siglo X, el emperador Otón I investió al obispo Sicard con el título de conde. A partir de este momento, los obispos ejercieron también el poder temporal sobre el territorio. En el siglo XIV su influencia se extendió también al condado de Tarzo. Esta situación, aunque muy reducida, se mantuvo incluso después de la conquista de la República de Venecia, pero en 1768 Venecia abolió el condado episcopal e instaló un podestá en Ceneda.
En el siglo XIII algunas poderosas familias locales intentaron, en vano, trasladar la sede episcopal a Conegliano.
En 1587 se erigió el seminario diocesano.
Siempre parte de la provincia eclesiástica de Aquilea, con la supresión de esta última, el 19 de enero de 1753, mediante la bula Suprema dispositione' del papa Benedicto XIV, la diócesis de Ceneda pasó a ser sufragánea de la arquidiócesis de Údine, nueva sede metropolitana de aquella parte del antiguo patriarcado que estaba situada en el territorio de la República de Venecia.
El 1 de mayo de 1818 la bula De salute Dominici gregis del papa Pío VII involucró también el territorio de Ceneda: la diócesis adquirió las seis parroquias del llamado Compardo, un enclave del patriarcado de Venecia en los alrededores de Conegliano (Bibano, Pianzano, San Vendemiano, San Fior di Sopra, San Fior di Sotto, Zoppè) y otras ocho parroquias de la arquidiócesis de Údine (San Polo di Piave, Rugolo, Sarmede, Godega, Orsago, Pinidello, Caneva, Stevenà). Al mismo tiempo Ceneda pasó a la provincia eclesiástica de Venecia.
A finales del siglo XIX, por razones histórico-culturales, se rechazó la idea de unir la diócesis con la vecina de Treviso.
La última variación territorial importante se produjo el 16 de abril de 1926, cuando mediante el decreto Quo melius, las parroquias de Sacile, exclaves de la arquidiócesis de Údine, fueron agregadas a la diócesis de Ceneda.
El 13 de mayo de 1939, tras la fusión de Serravalle y Ceneda que dio origen al nacimiento de la comuna de Vittorio Veneto en 1866, la diócesis asumió su nombre actual mediante el decreto Quum episcopalis civitas de la Congregación Consistorial. Este notable "retraso" (más de 70 años después de la unión de los dos centros urbanos) se debía a razones históricas (de respeto a las dos diferentes historias cívicas), pero también a las difíciles relaciones entre Italia y la Iglesia (el gobierno de Saboya en 1866 aún no había ocupado Roma, pero en 1860 había anexionado Romaña, Umbría y las Marcas, por lo que la Curia no quería "rendir homenaje" al nuevo nombre de la ciudad que honraba a Vittorio Emanuele II).
Entre 1958 y 1969 la silla episcopal estuvo a cargo de Albino Luciani, quien luego fue elegido papa con el nombre de Juan Pablo I.

## Estadísticas
Según el Anuario Pontificio 2023 la diócesis tenía a fines de 2022 un total de 326 000 fieles bautizados.
| Año                                                                             | Población | Población | Población      | Sacerdotes | Sacerdotes | Sacerdotes | Católicos por sacerdote | Diáconos permanentes | Religiosos | Religiosos | Parroquias y cuasiparroquias |
| Año                                                                             | Católicos | Total     | % de católicos | Total      | Diocesanos | Regulares  | Católicos por sacerdote | Diáconos permanentes | Masculinos | Femeninos  | Parroquias y cuasiparroquias |
| ------------------------------------------------------------------------------- | --------- | --------- | -------------- | ---------- | ---------- | ---------- | ----------------------- | -------------------- | ---------- | ---------- | ---------------------------- |
| 1950                                                                            | 286 440   | 286 480   | 100.0          | 454        | 352        | 102        | 630                     |                      | 198        | 870        | 163                          |
| 1970                                                                            | 277 896   | 278 144   | 99.9           | 428        | 346        | 82         | 649                     |                      | 119        | 974        | 175                          |
| 1980                                                                            | 297 787   | 300 387   | 99.1           | 431        | 332        | 99         | 690                     |                      | 129        | 972        | 180                          |
| 1990                                                                            | 300 000   | 304 000   | 98.7           | 398        | 300        | 98         | 753                     | 6                    | 122        | 842        | 162                          |
| 1999                                                                            | 298 000   | 301 000   | 99.0           | 363        | 283        | 80         | 820                     | 11                   | 98         | 763        | 162                          |
| 2000                                                                            | 306 000   | 314 000   | 97.5           | 354        | 264        | 90         | 864                     | 9                    | 105        | 655        | 162                          |
| 2001                                                                            | 304 400   | 314 000   | 96.9           | 354        | 264        | 90         | 859                     | 10                   | 107        | 589        | 162                          |
| 2002                                                                            | 319 400   | 327 000   | 97.7           | 341        | 263        | 78         | 936                     | 11                   | 86         | 582        | 162                          |
| 2003                                                                            | 319 400   | 327 600   | 97.5           | 334        | 256        | 78         | 956                     | 11                   | 87         | 700        | 162                          |
| 2004                                                                            | 313 200   | 327 800   | 95.5           | 318        | 245        | 73         | 984                     | 11                   | 80         | 711        | 162                          |
| 2010                                                                            | 335 500   | 364 870   | 92.0           | 267        | 211        | 56         | 1256                    | 22                   | 65         | 563        | 162                          |
| 2014                                                                            | 334 000   | 351 200   | 95.1           | 270        | 207        | 63         | 1237                    | 36                   | 85         | 539        | 162                          |
| 2017                                                                            | 340 000   | 357 600   | 95.1           | 270        | 207        | 63         | 1259                    | 36                   | 85         | 539        | 162                          |
| 2020                                                                            | 354 330   | 377 280   | 93.9           | 210        | 159        | 51         | 1687                    | 31                   | 62         | 355        | 162                          |
| 2022                                                                            | 326 000   | 376 000   | 86.7           | 218        | 152        | 66         | 1495                    | 36                   | 79         | 276        | 162                          |
| Fuente: Catholic-Hierarchy, que a su vez toma los datos del Anuario Pontificio. |           |           |                |            |            |            |                         |                      |            |            |                              |

## Episcopologio
- Ursino? † (mencionado en 680)

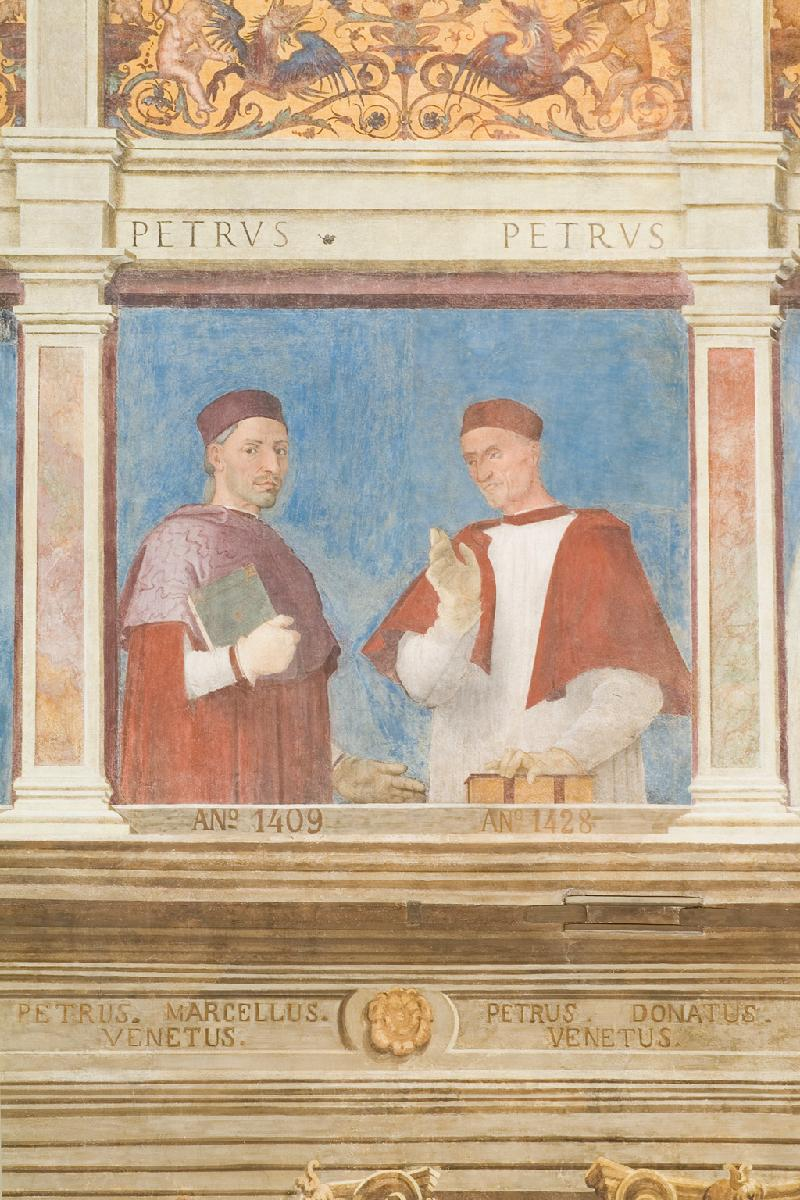
Obispo Pietro Marcello (a la derecha)

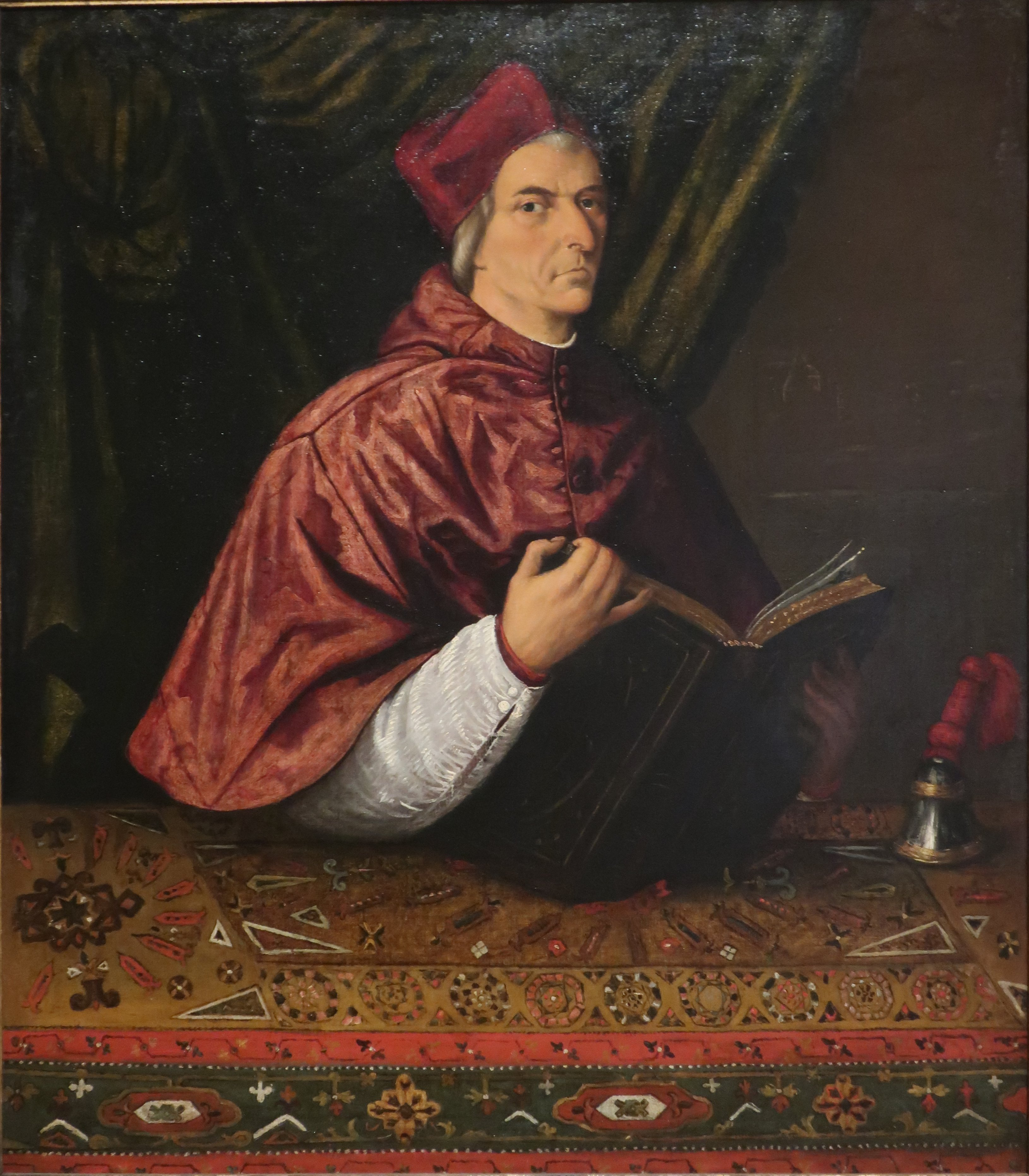
Cardenal Domenico Grimani

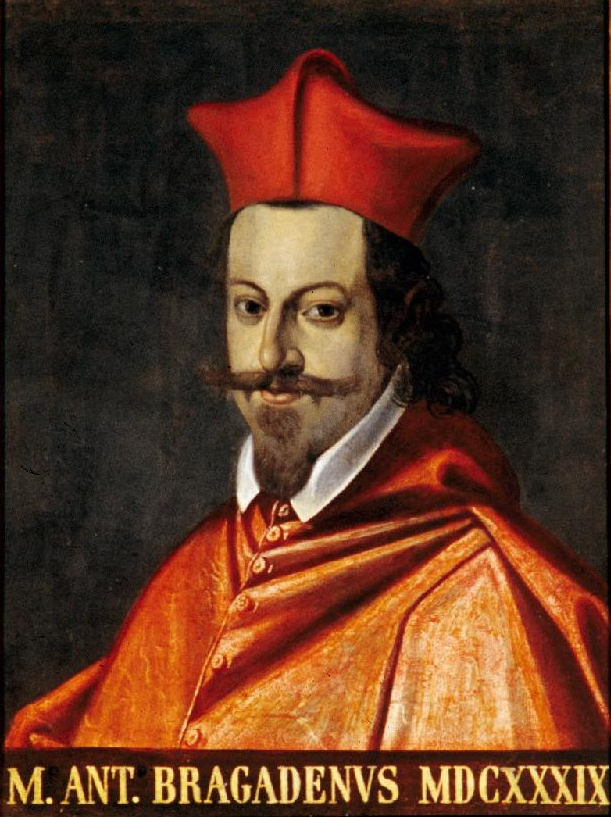
Cardenal Marco Antonio Bragadin

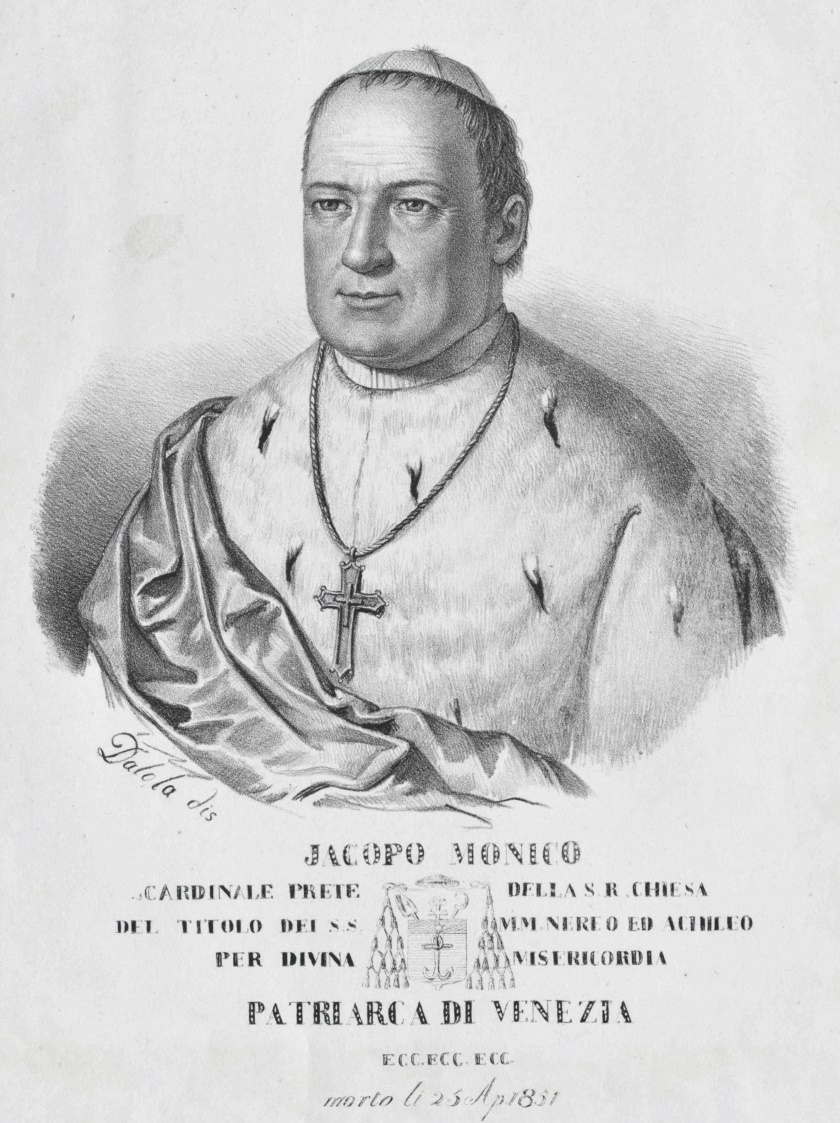
Cardenal Jacopo Monico

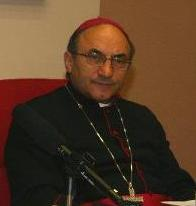
Corrado Pizziolo, obispo de Vittorio Veneto de 2007 a 2024

- Valentiniano? † (primera mitad del siglo VII?)
- Massimo? † (primera mitad del siglo VII?)
- Dolcissimo? † (mencionado en 793 circa)
- Emmo † (mencionado en 827)
- Ripaldo † (mencionado en 908)
- Sicardo † (antes de 962-después de 994)
- Grauso o Guasono † (antes de 998-después de 1001)
- Bruno † (1013 circa)
- Elmengero † (antes de 1021-después de 1031)
- Almanguino † (mencionado en 1053)
- Giovanni † (mencionado en 1074)
- Roperto † (mencionado en 1124)
- Sigismondo † (mencionado en 1130)
- Azzone degli Azzoni † (antes de 1140-1152?)
- Aimone † (1152 circa)
- Sigisfredo da Conegliano † (antes de 1170-después de 1184)
- Matteo da Siena † (antes de 1187-1216 falleció)
  - Gerardo da Camino † (antes del 22 de septiembre de 1217-1217) (obispo electo)
- Alberto da Camino † (antes de 1220-1242 falleció)[nota 3]
- Warnerio (o Guarnerio) da Polcenigo † (antes del 3 de marzo de 1242-12 de junio de 1251 nombrado obispo de Concordia)
- Rugerino di Aquilea † (12 de junio de 1251-1257 falleció)
  - Biaquino da Camino † (1257-13 de octubre de 1257 falleció) (obispo electo)
- Alberto da Collo † (1257-después del 20 de diciembre de 1260)
- Odorico, O.F.M. † (antes del 14 de mayo de 1261-antes del 16 de julio de 1261)
- Proesavio Novello † (1 de febrero de 1262-16 de octubre de 1279 nombrado obispo de Treviso)
- Marzio da Fiabiane † (1279-después del 1 de diciembre de 1284)
- Pietro Calza † (antes del 29 de abril de 1286-12 de julio de 1300 falleció)
- Francesco Arpo, O.P. † (1300-1310 falleció)
- Manfredo da Collalto † (1310-1320 nombrado obispo de Feltre y Belluno)
- Francesco Ramponi, O.E.S.A. † (4 de mayo de 1320-9 de octubre de 1348 falleció)
- Gasberto de Orgoglio, O.P. † (13 de noviembre de 1349-marzo o abril de 1374 falleció)
- Oliviero † (29 de abril de 1374-1377 falleció)
- Andrea Calderini † (11 de enero de 1378-1381)
- Giorgio Torti † (circa 1382-1 de diciembre de 1386 nombrado obispo de Cremona)
- Marco Porri † (1 de diciembre de 1386-26 de enero de 1394 nombrado obispo de Nusco)
- Martino da Gemona † (26 de enero de 1394-abril de 1399 falleció)
- Pietro Marcello † (24 de abril de 1399-15 de julio de 1409 nombrado obispo de Padua)
- Antonio Correr, O.P. † (15 de julio de 1409-1445 falleció)
- Pietro Leon † (4 de junio de 1445-1474 renunció)
- Nicolò Trevisan † (15 de junio de 1474-10 de enero de 1498 falleció)
- Francesco Brevio † (19 de enero de 1498-7 de agosto de 1508 falleció)
- Marino Grimani † (16 de agosto de 1508-19 de enero de 1517 nombrado patriarca de Aquilea)
  - Antonio Pizzamano † (1510-31 de octubre de 1512 falleció) (administrador apostólico)
  - Domenico Grimani † (1517-28 de marzo de 1520 renunció) (administrador apostólico)
  - Giovanni Grimani † (28 de marzo de 1520-18 de diciembre de 1531 renunció) (administrador apostólico)
  - Marino Grimani † (18 de diciembre de 1531-20 de febrero de 1540 renunció) (administrador apostólico)
- Giovanni Grimani † (20 de febrero de 1540-23 de enero de 1545 nombrado patriarca de Aquilea)
  - Marino Grimani † (23 de enero de 1545-28 de septiembre de 1546 falleció) (administrador apostólico, por segunda vez)
- Michele della Torre † (7 de febrero de 1547-21 de febrero de 1586 falleció)[nota 4]
- Marcantonio Mocenigo † (5 de marzo de 1586-1598 renunció)
- Leonardo Mocenigo † (13 de enero de 1599-20 de mayo de 1623 falleció)
- Pietro Valier † (2 de octubre de 1623-18 de agosto de 1625 nombrado arzobispo a título personal de Padua)
- Marco Giustiniani † (27 de octubre de 1625-7 de abril de 1631 nombrado obispo de Verona)
- Marcantonio Bragadin † (12 de enero de 1633-3 de octubre de 1639 nombrado obispo de Vicenza)
- Sebastiano Pisani † (19 de diciembre de 1639-6 de octubre de 1653 nombrado obispo de Verona)
- Albertino Barisoni † (23 de noviembre de 1653-15 de agosto de 1667 falleció)
- Pietro Lion † (14 de noviembre de 1667-26 de noviembre de 1691 nombrado obispo de Verona)
- Marcantonio Agazzi † (9 de junio de 1692-28 de marzo de 1710 falleció)
- Francesco Trevisan † (21 de julio de 1710-23 de julio de 1725 nombrado obispo de Verona)
- Benedetto De Luca † (19 de diciembre de 1725-22 de junio de 1739 nombrado obispo de Treviso)
- Lorenzo Da Ponte † (14 de diciembre de 1739-9 de julio de 1768 falleció)[nota 5]
- Giannagostino Gradenigo, O.S.B.Cas. † (19 de septiembre de 1768-16 de marzo de 1774 falleció)
- Giovanni Paolo Dolfin, C.R.L. † (27 de junio de 1774-28 de julio de 1777 nombrado obispo de Bérgamo)
- Marco Zaguri † (15 de diciembre de 1777-26 de septiembre de 1785 nombrado obispo de Vicenza)
- Pietro Antonio Zorzi, C.R.S. † (3 de abril de 1786-24 de septiembre de 1792 nombrado arzobispo de Údine)
- Giambenedetto Falier, O.S.B.Cam. † (24 de septiembre de 1792-22 de octubre de 1821 falleció)
- Jacopo Monico † (16 de mayo de 1823-9 de abril de 1827 nombrado patriarca de Venecia)
- Bernardo Antonino Squarcina, O.P. † (15 de diciembre de 1828-27 de enero de 1842 nombrado obispo de Adria)
- Manfredo Giovanni Battista Bellati † (30 de enero de 1843-28 de septiembre de 1869 falleció)
- Corradino Maria Cavriani † (28 de octubre de 1871-11 de febrero de 1885 renunció[nota 6])
- Sigismondo Brandolini Rota † (27 de marzo de 1885 por sucesión-8 de enero de 1908 falleció)
- Andrea Caron † (8 de enero de 1908 por sucesión-29 de abril de 1912 nombrado arzobispo de Génova)[nota 7]
- Rodolfo Caroli † (28 de julio de 1913-28 de abril de 1917 nombrado internuncio en Bolivia[nota 8])
- Eugenio Beccegato † (29 de agosto de 1917-17 de noviembre de 1943 falleció)
- Giuseppe Zaffonato † (27 de septiembre de 1945-31 de enero de 1956 nombrado arzobispo de Údine)
- Giuseppe Carraro † (9 de abril de 1956-15 de diciembre de 1958 nombrado obispo de Verona)
- Beato Albino Luciani † (15 de diciembre de 1958-15 de diciembre de 1969 nombrado patriarca de Venecia, luego electo papa con el nombre de Juan Pablo I)
- Antonio Cunial † (9 de marzo de 1970-10 de agosto de 1982 falleció)
- Eugenio Ravignani † (7 de marzo de 1983-4 de enero de 1997 nombrado obispo de Trieste)
- Alfredo Magarotto † (31 de mayo de 1997-3 de diciembre de 2003 retirado)
- Giuseppe Zenti (3 de diciembre de 2003-8 de mayo de 2007 nombrado obispo de Verona)
- Corrado Pizziolo (19 de noviembre de 2007-30 de diciembre de 2024 retirado[nota 9])
- Riccardo Battocchio, desde el 24 de febrero de 2025